# أندرو بينتر
أندرو بينتر (بالإنجليزية: Andrew Painter)‏ مواليد 18 يوليو 1975 في سيدني، هو لاعب كرة مضرب أسترالي سابق بدأ مسيرته كمحترف سنة 1994 وكان يلعب باليد اليمنى. أعلى تصنيف له في الفردي كان المركز الـ 492 في سنة 1995. أعلى تصنيف له في الزوجي كان المركز الـ 119 في سنة 1999.

## النهائيات

### الزوجي: 1 (0–1)
| الحصيلة | الرقم | السنة | الدورة                            | الأرضية | الشريك         | المنافس في النهائي            | النتيجة في النهائي |
| ------- | ----- | ----- | --------------------------------- | ------- | -------------- | ----------------------------- | ------------------ |
| الوصافة | 1.    | 2000  | بطولة الدار البيضاء للتنس, المغرب | ترابية  | لارس بورغسمولر | أرنو كليمان سيباستيان غروسجان | 6–7, 4–6           |

## روابط خارجية
- أندرو بينتر على موقع رابطة محترفي التنس (الإنجليزية)
- أندرو بينتر على موقع الاتحاد الدولي لكرة المضرب (الإنجليزية)
- أندرو بينتر على موقع خلاصة التنس.كوم (الإنجليزية)